# 巴尔德索托斯
巴尔德索托斯，是西班牙卡斯蒂利亚-拉曼恰瓜达拉哈拉省的一个市镇。总面积27平方公里，总人口35人（2001年），人口密度1人/平方公里。